# Grand maître (franc-maçonnerie)
Pour l’article homonyme, voir Grand maître.
Le titre de grand maître est généralement attribué au dirigeant d’un ordre ou d’une confrérie. Dans le cas particulier de la franc-maçonnerie, il apparaît avec la création de la première obédience maçonnique, à Londres, au début du XVIIIe siècle.

## Historique
Le premier grand-maître d'une obédience maçonnique fut Anthony Sayer, élu en 1717 à la tête de la Première Grande Loge d'Angleterre. Lui succèdent George Payne, l'année suivante, puis John Theophilus Desaguliers en 1719.
Frédéric II (roi de Prusse) aurait été initié à Brunswick le 14 août 1738. S'il se déclara protecteur de la franc-maçonnerie en Prusse en 1774, il ne porta probablement jamais le titre de grand-maître. De même, la paternité des « Grandes Constitutions de 1786 » qui lui fut attribuée est très probablement apocryphe.
En France, les francs-maçons français honorèrent du titre de « grand maître des francs-maçons en France », Philippe, duc de Wharton lors de son bref passage à Paris en 1728. Il avait déjà été en 1723 grand maître de la Grande Loge de Londres. Les jacobites James Hector MacLean puis Charles Radclyffe, duc de Derwentwater, lui succéderont. Le 24 juin 1738 la première Grande Loge de France institue Louis de Pardaillan de Gondrin (1707-1743), deuxième duc d'Antin, « Grand Maître général et perpétuel des maçons dans le royaume de France ». En 1743, c'est Louis de Bourbon-Condé (1709-1771), comte de Clermont, qui lui succédera jusqu'à jusqu’à sa mort, en 1771.

## Particularités de certains systèmes maçonniques

### Commonwealth
Dans certaines obédiences du courant anglo-saxon le grand maître nomme annuellement les officiers de grande loge pour l'aider dans son travail, il a parfois certains droits dans les loges maçonniques de sa juridiction. Les grandes loges élisent ou nomment souvent des grands maîtres adjoints (parfois également appelés grands maîtres adjoints de district) qui peuvent agir au nom du grand maître lorsqu'il n'est pas en mesure de le faire.

### Angleterre
Dans la Grande Loge unie d'Angleterre, le grand maître est traditionnellement un membre de la famille royale. Depuis 1966, il s'agit d'Edward de Kent. Le grand-maître de la Grande Loge unie d'Angleterre peut nommer un « Pro Grand Master » ('Pro' est le latin pour 'pour') pour être son principal conseiller et pour agir à sa place dans les occasions où, en raison d'engagement, il ne peut être présent.